# IC 4776
IC 4776 — галактика типу PN (планетарна туманність) у сузір'ї Стрілець.
Цей об'єкт міститься в оригінальній редакції індексного каталогу.